# Сідар-Спрінгс (Мічиган)
Сідар-Спрінгс (англ. Cedar Springs) — місто (англ. city) в США, в окрузі Кент штату Мічиган. Населення — 3627 осіб (2020).

## Географія
Сідар-Спрінгс розташований за координатами 43°13′10″ пн. ш. 85°33′11″ зх. д. / 43.21944° пн. ш. 85.55306° зх. д. (43.219408, -85.553023).  За даними Бюро перепису населення США в 2010 році місто мало площу 5,43 км², з яких 5,26 км² — суходіл та 0,17 км² — водойми.

## Демографія
Згідно з переписом 2010 року, у місті мешкало 3509 осіб у 1215 домогосподарствах у складі 887 родин. Густота населення становила 647 осіб/км².  Було 1307 помешкань (241/км²).
Расовий склад населення:
| - 94,3 % — білих - 0,8 % — чорних або афроамериканців - 0,6 % — корінних американців - 0,4 % — азіатів |

До двох чи більше рас належало 3,0 %. Частка іспаномовних становила 4,2 % від усіх жителів.
За віковим діапазоном населення розподілялося таким чином: 32,9 % — особи молодші 18 років, 57,2 % — особи у віці 18—64 років, 9,9 % — особи у віці 65 років та старші. Медіана віку мешканця становила 29,6 року. На 100 осіб жіночої статі у місті припадало 89,1 чоловіків;  на 100 жінок у віці від 18 років та старших — 84,6 чоловіків також старших 18 років.
Середній дохід на одне домашнє господарство  становив 43 563 долари США (медіана — 39 450), а середній дохід на одну сім'ю — 50 071 долар (медіана — 43 681). Медіана доходів становила 40 408 доларів для чоловіків та 28 155 доларів для жінок. За межею бідності перебувало 28,1 % осіб, у тому числі 33,3 % дітей у віці до 18 років та 13,3 % осіб у віці 65 років та старших.
Цивільне працевлаштоване населення становило 1314 особи. Основні галузі зайнятості: виробництво — 26,7 %, освіта, охорона здоров'я та соціальна допомога — 16,9 %, роздрібна торгівля — 14,7 %.